# Flamingozunge
Die Flamingozunge (Cyphoma gibbosum) ist eine im westlichen Atlantik verbreitete Schnecke aus der Familie der Eischnecken, die sich von Gorgonien ernährt.

## Merkmale
Das längliche Schneckenhaus von Cyphoma gibbosum weist eine breite Gehäusemündung und dorsal einen dicken quer verlaufenden Grat auf. Die Oberfläche des Gehäuses ist glatt und glänzend. Sie ist weiß oder orange und hat mit Ausnahme eines weißen oder kremfarbenen längs verlaufenden Bandes keine Muster. Das Innere der Gehäusemündung ist weiß oder rosa. Das Haus wird bei ausgewachsenen Schnecken 1,8 cm bis 4,4 cm, meist aber 2,5 cm bis 3,5 cm lang. Der Mantel der lebenden Schnecke ist hell orangegelb mit schwarzen Mustern und überzieht mit zwei Lappen mit dieser Färbung das Gehäuse, das nur bei Gefährdung der Schnecke vom Mantel freigegeben wird.

## Verbreitung und Lebensraum
Cyphoma gibbosum ist die häufigste Art der Gattung Cyphoma in den tropischen Gewässern des westlichen Atlantischen Ozeans von North Carolina bis zur Nordküste Brasiliens einschließlich Bermuda, Karibik, Golf von Mexiko und Kleine Antillen. Sie ist auf den als Wirte dienenden Nesseltieren bis in Tiefen von 29 m zu finden.

## Lebenszyklus
Wie andere Eischnecken ist Cyphoma gibbosum getrenntgeschlechtlich. Es findet innere Befruchtung statt. Das Weibchen legt die Eier auf Korallen ab, von denen es zuvor gefressen hat. Nach etwa 10 Tagen schlüpfen Veliger-Larven, die als Zooplankton leben, bevor sie sich an Korallen setzen und zu Schnecken metamorphosieren. Während die Jungschnecken eher unter den Korallenzweigen verborgen bleiben, sind die mobilen Adulttiere viel besser sichtbar.

## Nahrung

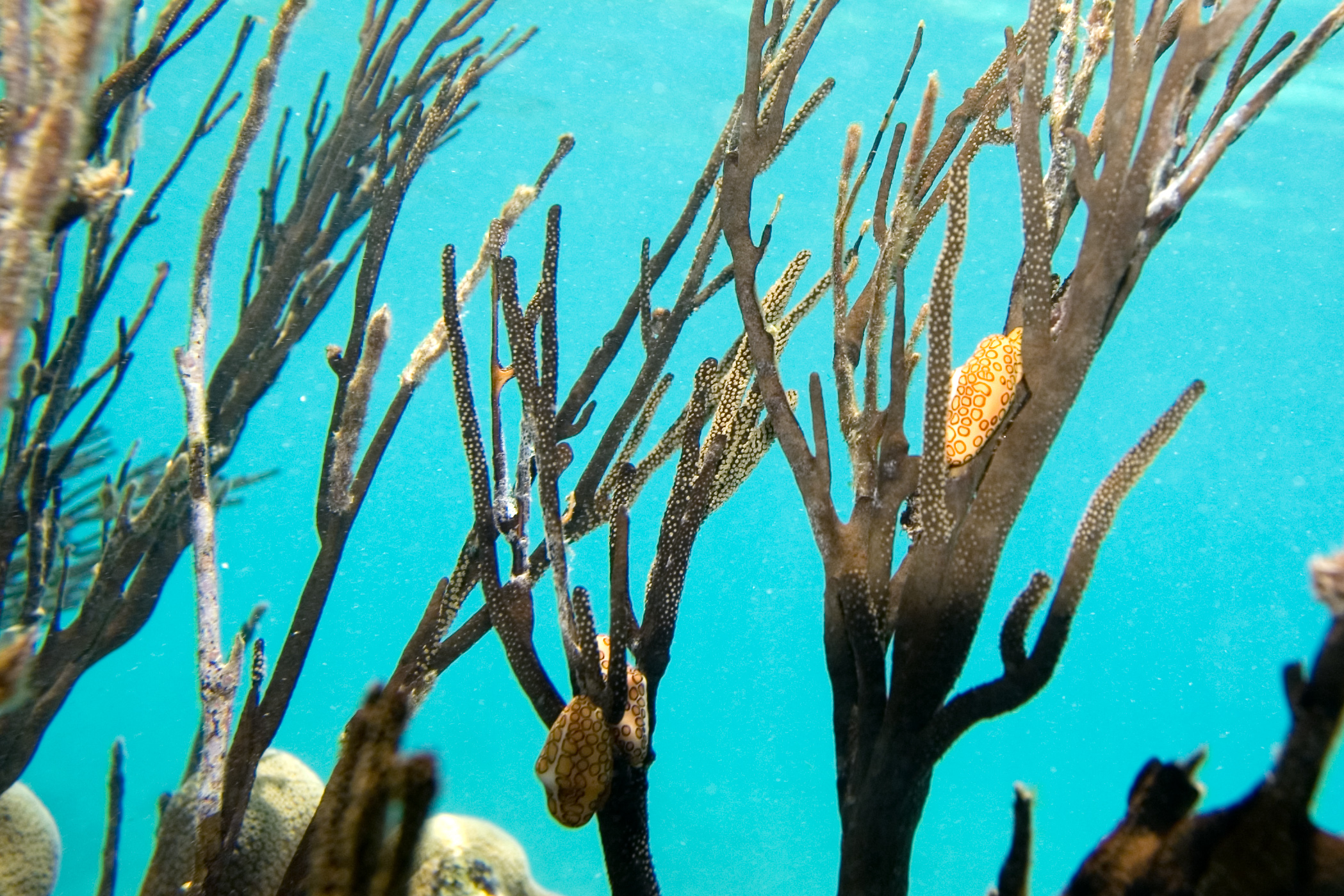
Cyphoma gibbosum an Korallen

Cyphoma gibbosum frisst lebende Gewebe der Weichkorallen, auf denen es lebt, darunter Briareum spp., Gorgonia spp., Plexaura spp. und Plexaurella spp. Die Polypen werden mit der Radula abgeraspelt, so dass das leergefressene Skelett sichtbar wird. In der Regel können sich jedoch die Korallen so weit regenerieren, dass die Mahlzeiten der Schnecken nicht für die gesamte Koralle tödlich wirken.